# Claude François Thomas Sandoz
Claude François Thomas Sandoz (Le Locle (Cantó de Neuchâtel), 25 d'abril, 1756 - mort en un naufragi el 13 d'agost de 1804), va ser un general de la Revolució Francesa.

## Antic règim
Originari d'una família nombrosa de Neuchâtel, es va allistar el 26 de novembre de 1770 al regiment de Hesse Philippsthal al servei de Prússia, del qual Neuchâtel era aleshores principat. El 22 de desembre de 1773 entrà al servei de França, en el regiment de Castellas on esdevingué sotstinent el 16 de maig de 1776, i tinent el 4 de juliol de 1784.

## Revolució francesa
L'agost de 1790, Claude Sandoz va participar en l'afer de Nancy abans de ser destituït el 15 de setembre de 1792. Beneficiant-se del suport de compatriotes, entre els quals el ministre Étienne Clavière, va obtenir un lloc de tinent coronel a la Legió Germànica, després es va convertir en ajudant general, brigadier de l'exèrcit de les costes de La Rochelle el 27 d'abril de 1793. Es va distingir durant la revolta de La Vendée per la seva caça de catòlics. Comandant l'exèrcit republicà a la Primera batalla de Luçon del 28 juny, probablement va fugir del camp de batalla. Destituït pocs dies després, el 3 de juliol de 1793, fou portat davant un jutjat i absolt el 28 d'agost, perquè estava protegit pel poble de la muntanya. El seu substitut, el general Augustin Tuncq, és rebut pels seus homes al so de "Vive Sandoz!".
Reintegrat el 17 de setembre de 1793, va dimitir per motius de salut el 9 de novembre de 1793. Tornat a l'activitat aleshores empleat a l'exèrcit de Magúncia, el desembre de 1794, va ser ascendit a general de brigada provisional a l'exèrcit del Rin el 13 de juny, 1795. Suspès per indignitat el 24 de gener de 1796, per nombroses malversacions1, fou condemnat a tres mesos de presó i acomiadat el 17 d'abril de 1796.
Fou autoritzat a entrar al servei d'Espanya el 4 de setembre de 1796, i fou retrobat el gener de 1804, encarregat d'una missió a Anglaterra i Jersey. Va morir en un naufragi el 13 d'agost de 1804.